# Všestudy (ort i Tjeckien, Mellersta Böhmen)
Všestudy är en ort i Tjeckien.   Den ligger i regionen Mellersta Böhmen, i den centrala delen av landet, 23 km norr om huvudstaden Prag. Všestudy ligger 175 meter över havet och antalet invånare är 306.
Terrängen runt Všestudy är platt.Runt Všestudy är det ganska tätbefolkat, med 124 invånare per kvadratkilometer. Närmaste större samhälle är Mělník, 11,4 km nordost om Všestudy. Trakten runt Všestudy består till största delen av jordbruksmark.